# Етологія
Етологія (грец. ἦθος (ethos) — звичай, характер, норов) — польова дисципліна зоології, наука, що вивчає поведінку тварин. Термін введений у 1859 французьким зоологом І. Жоффруа Сент-Ілером. Тісно пов'язаний з зоологією, еволюційною теорією, фізіологією, генетикою, порівняльною психологією, зоопсихологією.
Засновник етології, лауреат Нобелевської премії Конрад Лоренц, називав етологію
«морфологією поведінки тварини».

## Походження назви і історія
Термін «етологія» узятий з грецької мови, слово «етос» — у грецькій мові означає вдача, характер, звичка, звичай.
Термін став відомим у майже сучасному вигляді 1902 року в Англії, завдяки роботам американського ентомолога Вільяма Мортона Вілера (англ. William Morton Wheeler).
До цього термін використовувався по-різному.
У 17 ст. етологом називали актора, що зображає людські характери.
У 18 ст. етологія була рівнозначна етиці. У 1843 р. Дж. Мілль назвав етологією запропонований ним розділ психології, що вивчає людський характер.
У сучасному вигляді термін вперше використаний біологом Ісідором Жоффруа Сент-Ілером у 1859 р. — як наука про життя тварин у природному середовищі.
Етологія остаточно сформувалася в 30-ті роки 19 століття на базі польової зоології і еволюційної теорії як наука про порівняльний опис поведінки особини. Становлення етології пов'язують головним чином з роботами Конрада Лоренца і Ніколаса Тінбергена, хоча вони самі спочатку не називали себе етологами. Потім цей термін став вживатися для того, щоб розрізняти фахівців з вивчення тварин у природних умовах від порівняльних психологів і біхевіористів у США, що працювали переважно аналітичними методами в лабораторіях. Сучасна етологія є міждисциплінарною та має в собі фізіологічну та еволюційну складові.

## Різниця між етологією та порівняльною психологією
Етологію можна протиставити порівняльній психології, яка також вивчає поведінку тварин, але пояснює її з точки зору психології.
Порівняльна психологія розглядає вивчення поведінки тварин порівняно з психологією людини, етологія ж розглядає поведінку тварин в контексті того, що ми знаємо про анатомію і фізіологію тварини. Крім того, ранні роботи по порівняльній психології в основному були спрямовані на вивчення навчання і відповідно тяжіли до дослідження поведінки в штучних ситуаціях, а рання етологія вивчала поведінку в природних умовах, приділяючи увагу опису інстинктивної поведінки.
Два цих підходи швидше доповнюють одне одного, ніж змагаються. До того ж впродовж всього двадцятого століття порівняльна психологія в основному розвивалася в Північній Америці, тоді як етологія розвивалася в основному в Європі, і це привело до різних акцентів у вивченні.
Утилітарною відмінністю є те, що порівняльна психологія концентрується на детальному дослідженні малого числа видів, тоді як етологія вивчає велике число видів, аби мати можливість виробляти порівняння між декількома таксономічними групами. Етологи значно частіше використовують порівняльний метод, ніж порівняльні психологи.

## Чотири питання Тінбергена
Тінбергену належить коротке формулювання основних проблем, довкола яких повинна концентруватися увага дослідників поведінки. Згідно з його визначенням, аналіз поведінкового акту лише тоді можна вважати повноцінним, якщо дослідник намагається визначити:
- пристосовну функцію: як поведінковий акт впливає на здатність тварини виживати і залишати потомство?
- причину: які дії запускають поведінковий акт?
- розвиток в онтогенезі: як поведінка змінюється з роками, протягом індивідуального розвитку (онтогенезу), і який попередній досвід необхідний для прояву поведінки?
- еволюційний розвиток: які відмінності і подібність схожих поведінкових актів у споріднених видів, і як ці поведінкові акти могли виникнути і розвиватися в процесі філогенезу?

## Список етологів
Найзначніший внесок у розвиток етології внесли учені:
- Конрад Лоренц
- Ніколас Тінберген
- Беррес Фредерік Скіннер
- Воллес Крег
- Леонід Вікторович Крушинський
- Річард Докінз
- Віктор Дольник
- Десмонд Моріс
- Карл Фріш

## Додаткова література

### Книги
- О. В. Севериновська, О. Є. Пахомов, В. К. Рибальченко. (2010). Етологія (основи поведінки тварин): підручник для вищих навчальних закладів – Дніпро: Вид-во Дніпропетр. нац. ун-ту. – 292 с
- Т. Гардашук. Етологія // Філософський енциклопедичний словник / В. І. Шинкарук (гол. редкол.) та ін ; Інститут філософії імені Григорія Сковороди НАН України. — Київ : Абрис, 2002. — 742 с. — 1000 екз. — ББК 87я2. — ISBN 966-531-128-X.
- Мак Фарленд, Поведінка тварин. [Архівовано 7 березня 2014 у Wayback Machine.]
- Бутовськая М. Л., Файнберг Л. А. Етологія приматів (навчальний посібник). М.: Видавництво МГУ, 1992. (рос.)
- Зоріна З. А., Полетаєва І. М. Основи етології і генетики поведінки. М.: МГУ, 1999. (рос.)
- Крушинський Л. В. Вибрані праці. М., 1991. (рос.)
- Хайнд Р. Поведінка тваринних. М., 1975. (рос.)
- Протопопов А. Трактат про кохання, як його розуміє страшний зануда. М.: КСП+, 2002 (рос.)

### Журнали
- Journal of Comparative Physiology A: Neuroethology, Sensory, Neural, and Behavioral Physiology (видавець Springer)
- Ethology (Wiley-Blackwell)
- Ethology Ecology and Evolution (Taylor & Francis)
- Journal of Ethology (Springer)